# Championnats du monde de judo 2009
Navigation
Édition précédente Édition suivante
La 29e édition des Championnats du monde de judo se déroule du 26 au 30 août 2009 à Rotterdam aux Pays-Bas. Après 1981 et 1986, le pays accueille pour la troisième fois l'événement bisannuel organisé par la Fédération internationale de judo (IJF). Rotterdam est désignée ville hôte dans le cadre des Championnats du monde 2005 et du congrès de l'IJF tenus au Caire. Le 6 septembre 2005, Rotterdam est ainsi choisie aux dépens de Caracas (Venezuela), Belgrade (Serbie) et Paris (France). La candidature néerlandaise est alors portée par l'ancien champion olympique Anton Geesink.
Cent délégations sont représentées dans les quatorze épreuves au programme, pour un total de 543 participants, soit 178 de moins que lors de l'édition 2007. L'ensemble des compétitions se déroulent au sein de l'Ahoy Rotterdam, une salle omnisports dont la capacité d'accueil est fixée à 8 000 spectateurs pour l'événement.
Vingt-sept délégations remportant au moins une médaille durant la compétition contre vingt-cinq en 2007. Une nouvelle fois, le Japon termine au premier rang du tableau des médailles avec sept médailles dont trois en or. Cette première place ne révèle cependant pas les mauvais résultats de l'équipe masculine nippone qui, pour la première fois depuis l'édition 1961, ne remporte aucune titre. Avec deux titres, la Corée du Sud présente le meilleur bilan chez les hommes et se hisse au deuxième rang global. La France termine troisième avec trois médailles dont deux titres alors que le pays hôte néerlandais occupe la quatrième place avec trois médailles dont une en or. Deuxième nation lors de ses mondiaux en 2007, le Brésil ne remporte aucune récompense cette fois-ci. Il est à noter enfin que seuls trois champions du monde en titre conservent leur titre acquis en 2007 : le Sud-Coréen Wang Ki-Chun, le Français Teddy Riner et la Chinoise Tong Wen.

## Programme
Quatorze épreuves figurent au programme des championnats 2009 contre seize deux ans auparavant. En effet, les épreuves toutes catégories ou open sont désormais disputées lors de championnats différents. Par ailleurs, et alors que les mondiaux se disputent habituellement sur quatre jours, les championnats 2009 sont les premiers de l'histoire à se disputer sur cinq jours.
| mercredi 26 août Moins de 48 kg femmes Moins de 60 kg hommes Moins de 66 kg hommes | jeudi 27 août Moins de 52 kg femmes Moins de 57 kg femmes Moins de 73 kg hommes | vendredi 28 août Moins de 63 kg femmes Moins de 81 kg hommes | samedi 29 août Moins de 70 kg femmes Moins de 78 kg femmes Moins de 90 kg hommes | dimanche 30 août Plus de 78 kg femmes Moins de 100 kg hommes Plus de 100 kg hommes |

## Participants
Cent délégations pour un total de 543 judokas participent aux compétitions. Parmi les sportifs alignés, quatre champions du monde en titre et six champions olympiques s'alignent.
| Liste des pays participants | Liste des pays participants | Liste des pays participants | Liste des pays participants |
| --- | --- | --- | --- |
| - Afrique du Sud - Algérie - Allemagne - Andorre - Argentine - Arménie - Aruba - Australie - Autriche - Azerbaïdjan - Bahamas - Barbade - Belgique - Biélorussie - Bosnie-Herzégovine - Brésil - Bulgarie - Cameroun - Canada - Chili - Chine - Taipei chinois - Chypre - Colombie - République démocratique du Congo - Corée du Nord | - Corée du Sud - Costa Rica - Côte d'Ivoire - Croatie - Cuba - Danemark - République dominicaine - Équateur - Égypte - Espagne - Estonie - États-Unis - Finlande - France - Géorgie - Ghana - Grèce - Haïti - Hongrie - Inde - Iran - Islande - Israël - Italie - Japon - Jordanie | - Kazakhstan - Kirghizistan - Kosovo [A] - Koweït - Lettonie - Liban - Liechtenstein - Lituanie - Luxembourg - Macédoine - Mali - Maroc - Maurice - Mexique - Moldavie - Mongolie - Monténégro - Mozambique - Nigeria - Norvège - Nouvelle-Zélande - Ouzbékistan - Papouasie-Nouvelle-Guinée - Paraguay - Pays-Bas - Pérou | - Pologne - Porto Rico - Portugal - Roumanie - Royaume-Uni - Russie - Samoa - Sénégal - Serbie - Slovaquie - Slovénie - Sri Lanka - Suède - Suisse - Tadjikistan - République tchèque - Thaïlande - Tunisie - Turquie - Ukraine - Uruguay - Venezuela |
| A. Quatre représentants originaires du Kosovo participent aux compétitions sous la bannière de la Fédération internationale de judo. | | | |

## Podiums

### Femmes
| Épreuves                          | Or                     | Argent                       | Bronze                                          |
| --------------------------------- | ---------------------- | ---------------------------- | ----------------------------------------------- |
| Moins de 48 kg Poids super-légers | Tomoko Fukumi (JPN)    | Oiana Blanco (ESP)           | Frédérique Jossinet (FRA) Chung Jung-Yeon (KOR) |
| Moins de 52 kg Poids mi-légers    | Misato Nakamura (JPN)  | Yanet Bermoy (CUB)           | Romy Tarangul (GER) Ana Carrascosa (ESP)        |
| Moins de 57 kg Poids légers       | Morgane Ribout (FRA)   | Telma Monteiro (POR)         | Hedvig Karakas (HUN) Kifayat Gasimova (AZE)     |
| Moins de 63 kg Poids mi-moyens    | Yoshie Ueno (JPN)      | Elisabeth Willeboordse (NED) | Claudia Malzahn (GER) Alice Schlesinger (ISR)   |
| Moins de 70 kg Poids moyens       | Yuri Alvear (COL)      | Anett Mészáros (HUN)         | Houda Miled (TUN) Mina Watanabe (JPN)           |
| Moins de 78 kg Poids mi-lourds    | Marhinde Verkerk (NED) | Maryna Pryshchepa (UKR)      | Sun Yi (CHN) Heide Wollert (GER)                |
| Plus de 78 kg Poids lourds        | Tong Wen (CHN)         | Karina Bryant (GBR)          | Idalys Ortiz (CUB) Maki Tsukada (JPN)           |

### Hommes
| Épreuves                          | Or                                | Argent                   | Bronze                                               |
| --------------------------------- | --------------------------------- | ------------------------ | ---------------------------------------------------- |
| Moins de 60 kg Poids super-légers | Heorhiy Zantaraya (UKR)           | Hiroaki Hiraoka (JPN)    | Hovhannes Davtyan (ARM) Elio Verde (ITA)             |
| Moins de 66 kg Poids mi-légers    | Khashbaataryn Tsagaanbaatar (MGL) | Sugoi Uriarte (ESP)      | Miklos Ungvari (HUN) An Jeong-Hwan (KOR)             |
| Moins de 73 kg Poids légers       | Wang Ki-chun (KOR)                | Kim Chol-su (PRK)        | Dirk Van Tichelt (BEL) Mansur Isaev (RUS)            |
| Moins de 81 kg Poids mi-moyens    | Ivan Nifontov (RUS)               | Siarhei Shundzikau (BLR) | Kim Jae-bum (KOR) Ole Bischof (GER)                  |
| Moins de 90 kg Poids moyens       | Lee Kyu-won (en) (KOR)            | Kirill Denisov (RUS)     | Hesham Mesbah (EGY) Dilshod Choriev (UZB)            |
| Moins de 100 kg Poids mi-lourds   | Maxim Rakov (en) (KAZ)            | Henk Grol (NED)          | Ramadan Darwish (EGY) Takamasa Anai (JPN)            |
| Plus de 100 kg Poids lourds       | Teddy Riner (FRA)                 | Óscar Brayson (CUB)      | Marius Paskevicius (en) (LTU) Abdullo Tangriev (UZB) |

## Tableau des médailles
| Rang  | Nation        | Or | Argent | Bronze | Total |
| ----- | ------------- | -- | ------ | ------ | ----- |
| 1     | Japon         | 3  | 1      | 3      | 7     |
| 2     | Corée du Sud  | 2  | 0      | 3      | 5     |
| 3     | France        | 2  | 0      | 1      | 3     |
| 4     | Pays-Bas      | 1  | 2      | 0      | 3     |
| 5     | Russie        | 1  | 1      | 1      | 3     |
| 6     | Ukraine       | 1  | 1      | 0      | 2     |
| 7     | Chine         | 1  | 0      | 1      | 2     |
| 8     | Colombie      | 1  | 0      | 0      | 1     |
| 8     | Kazakhstan    | 1  | 0      | 0      | 1     |
| 8     | Mongolie      | 1  | 0      | 0      | 1     |
| 11    | Cuba          | 0  | 2      | 1      | 3     |
| 11    | Espagne       | 0  | 2      | 1      | 3     |
| 13    | Hongrie       | 0  | 1      | 2      | 3     |
| 14    | Biélorussie   | 0  | 1      | 0      | 1     |
| 14    | Corée du Nord | 0  | 1      | 0      | 1     |
| 14    | Royaume-Uni   | 0  | 1      | 0      | 1     |
| 14    | Portugal      | 0  | 1      | 0      | 1     |
| 18    | Allemagne     | 0  | 0      | 4      | 4     |
| 19    | Égypte        | 0  | 0      | 2      | 2     |
| 19    | Ouzbékistan   | 0  | 0      | 2      | 2     |
| 21    | Arménie       | 0  | 0      | 1      | 1     |
| 21    | Azerbaïdjan   | 0  | 0      | 1      | 1     |
| 21    | Belgique      | 0  | 0      | 1      | 1     |
| 21    | Israël        | 0  | 0      | 1      | 1     |
| 21    | Italie        | 0  | 0      | 1      | 1     |
| 21    | Lituanie      | 0  | 0      | 1      | 1     |
| 21    | Tunisie       | 0  | 0      | 1      | 1     |
| Total | Total         | 14 | 14     | 28     | 56    |